# Jardín Botánico Canario Viera y Clavijo

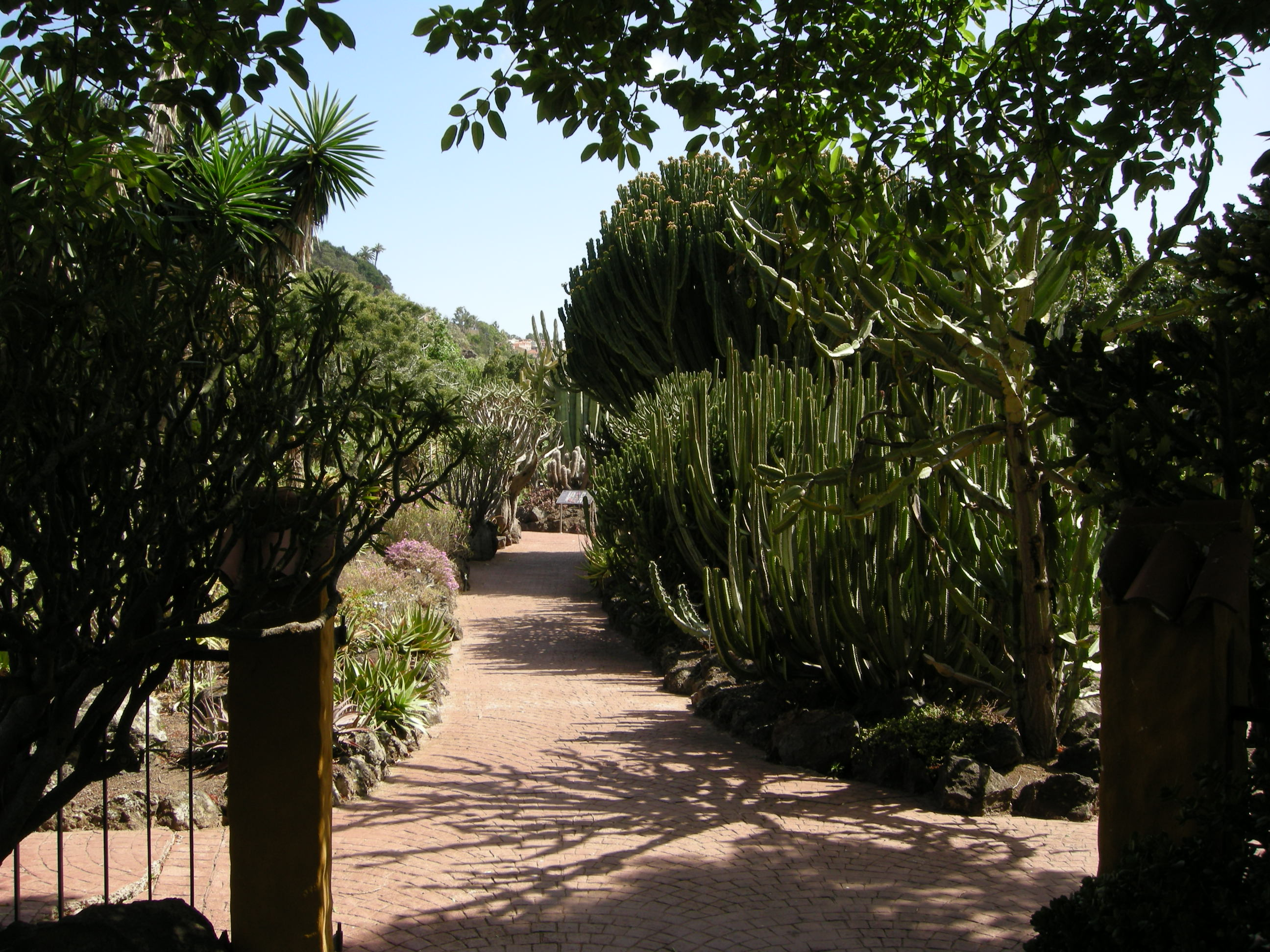
Jardín Botánico Canario Viera y Clavijo

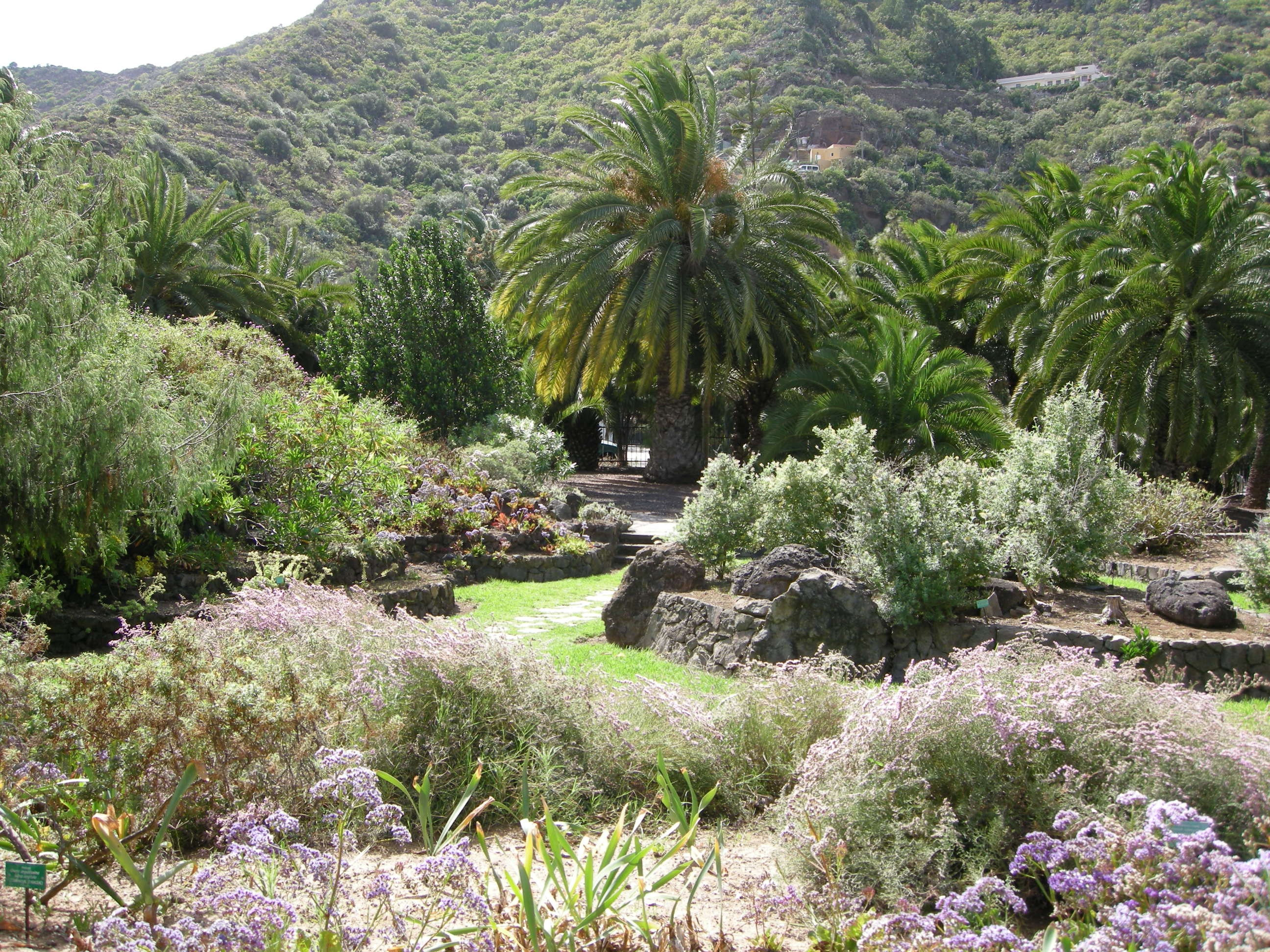
Jardín Botánico Canario Viera y Clavijo

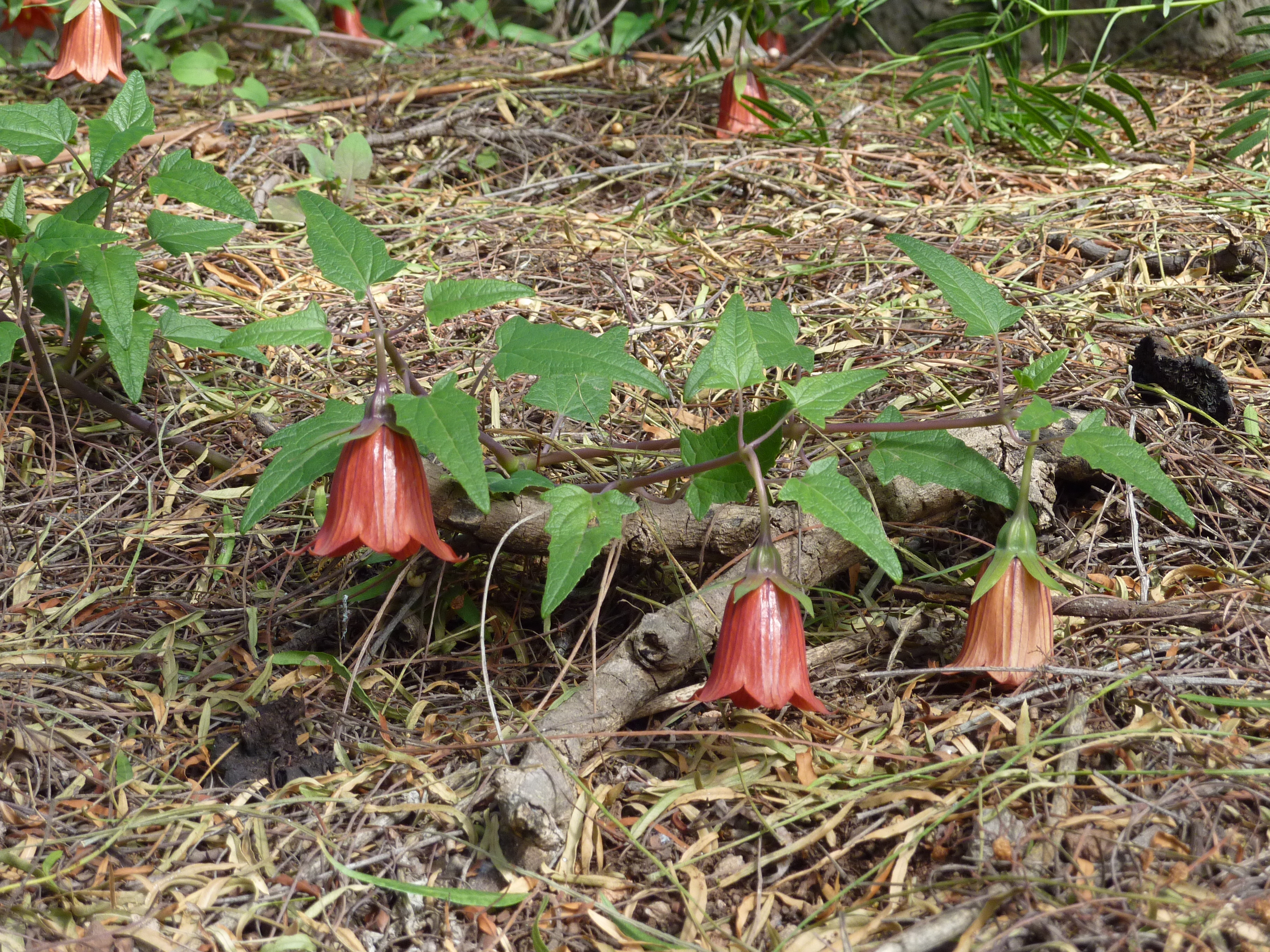
Canarina canariensis

Jardín Botánico Canario Viera y Clavijo is een botanische tuin op het Spaanse eiland Gran Canaria. De tuin ligt in Tafira Alta, ongeveer zeven kilometer ten zuidwesten van de hoofdstad Las Palmas, nabij Santa Brígida. Het toevoegsel aan de naam van de tuin is een eerbetoon aan de botanicus en uomo universale José Viera y Clavijo (1731-1813).

## Geschiedenis
De oprichting en inrichting van de tuin was het levenswerk van de Zweedse botanicus Erik Ragnar Svensson (1910–1973). Deze zocht lang naar een plek waar zoveel mogelijk endemische soorten van het eiland konden gedijen. Hij vond uiteindelijk een geschikt terrein, met natuurlijke watervallen en grotten, aan een steile helling in de barranco de Guiniguada. De opbouw begon in 1952 en de opening was in 1959. Svenson was de directeur tot zijn overlijden en werd toen opgevolgd door de Engelsman David Bramwell.

## Beschrijving
De botanische tuin biedt plaats aan zo'n vijfhonderd endemische planten van de Canarische Eilanden en draagt door onderzoek bij aan bescherming van deze soorten. Sinds 1983 heeft de tuin beschikking over een zaadbank waar zaden van meer dan vierhonderd bomen uit heel Macaronesië worden bewaard. De tuin beslaat een oppervlakte van zo'n zevenentwintig hectare.
Onderafdelingen zijn de tuin van de eilanden (jardín de las islas), de tuin met cactussen en succulenten (jardín de cactus y suculentas) met ongeveer tweeduizend soorten vetplanten, de Macaronesische siertuin (jardín Macaronésico ornamental) en de 'verstopte tuin' in een broeikas (el jardín escondido). Verder vindt men er een tuin met dennen (el pínar) en een laurierbos (bosque de laurisilva). Bij de 'bron van de geleerden' (la fuente de los sabios) worden verschillende botanici geëerd die de vegetatie van de Canarische Eilanden hebben onderzocht en bekendgemaakt.
De tuin is het hele jaar door geopend voor bezoekers.

## Afbeeldingen

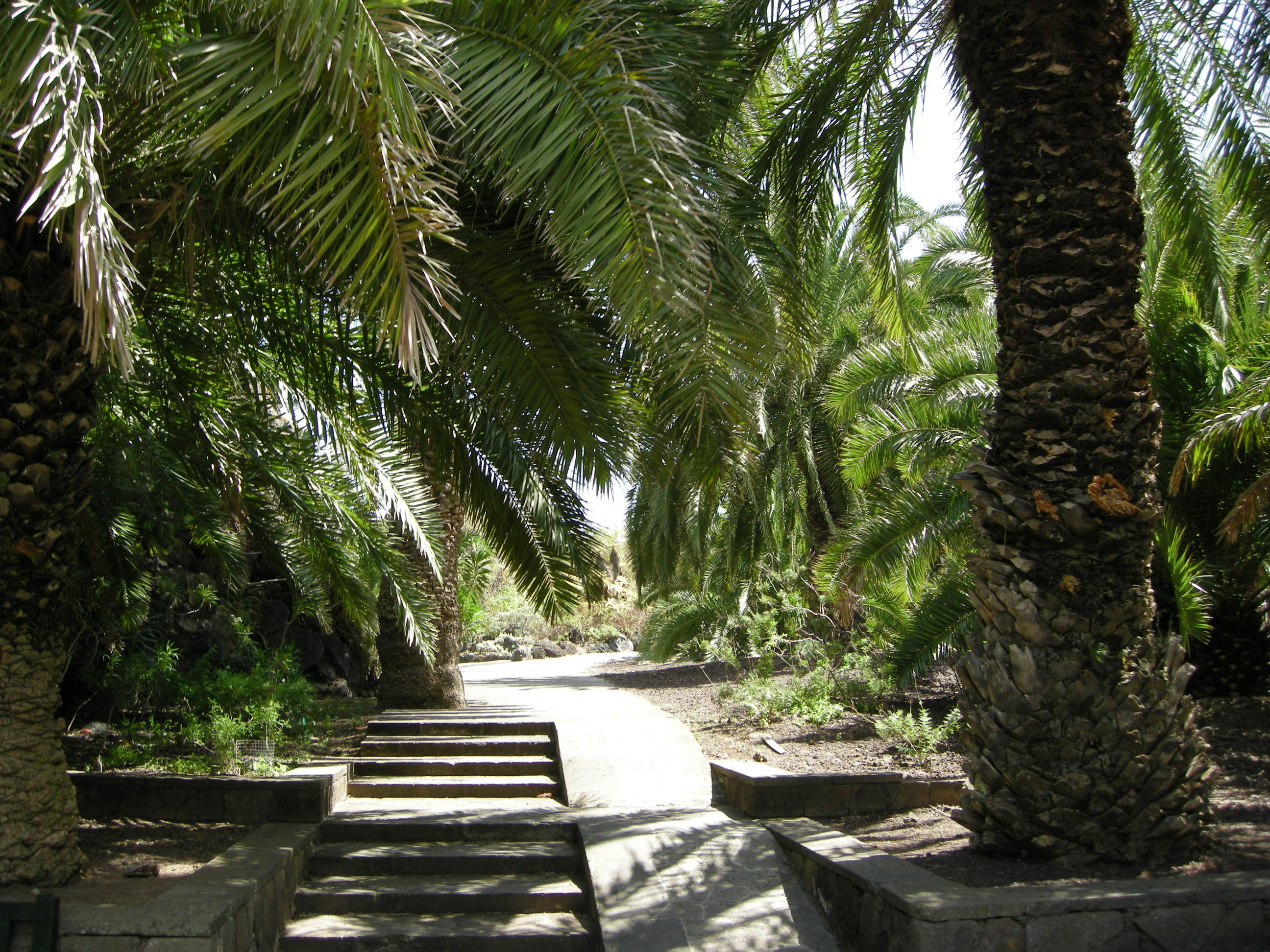
Beschaduwd pad
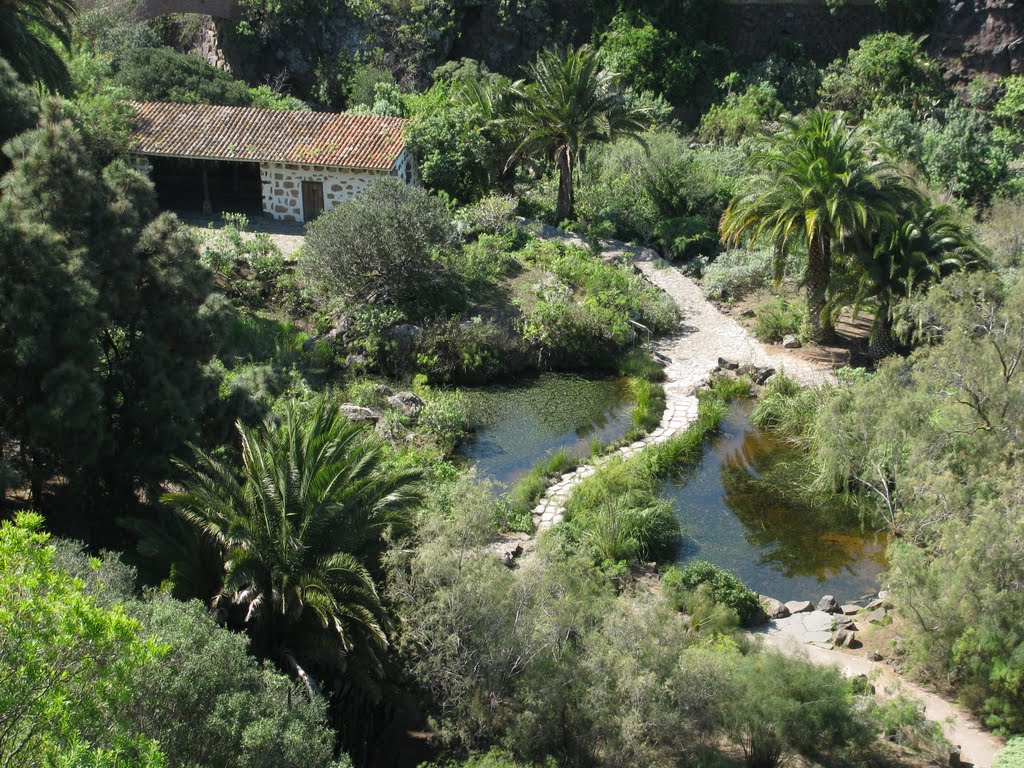
Het bergachtige terrein
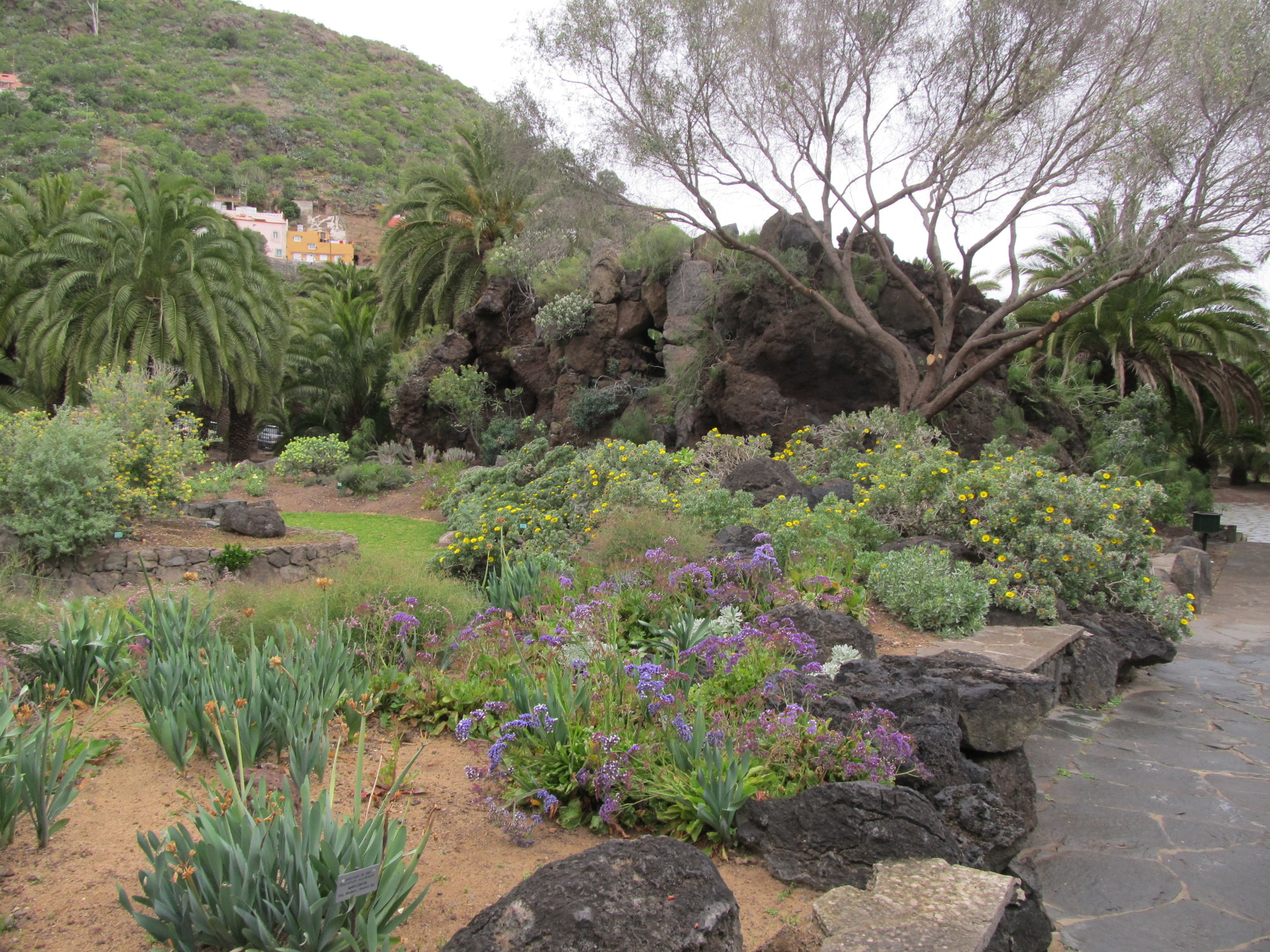
Bloemen, palmen, rotspaden
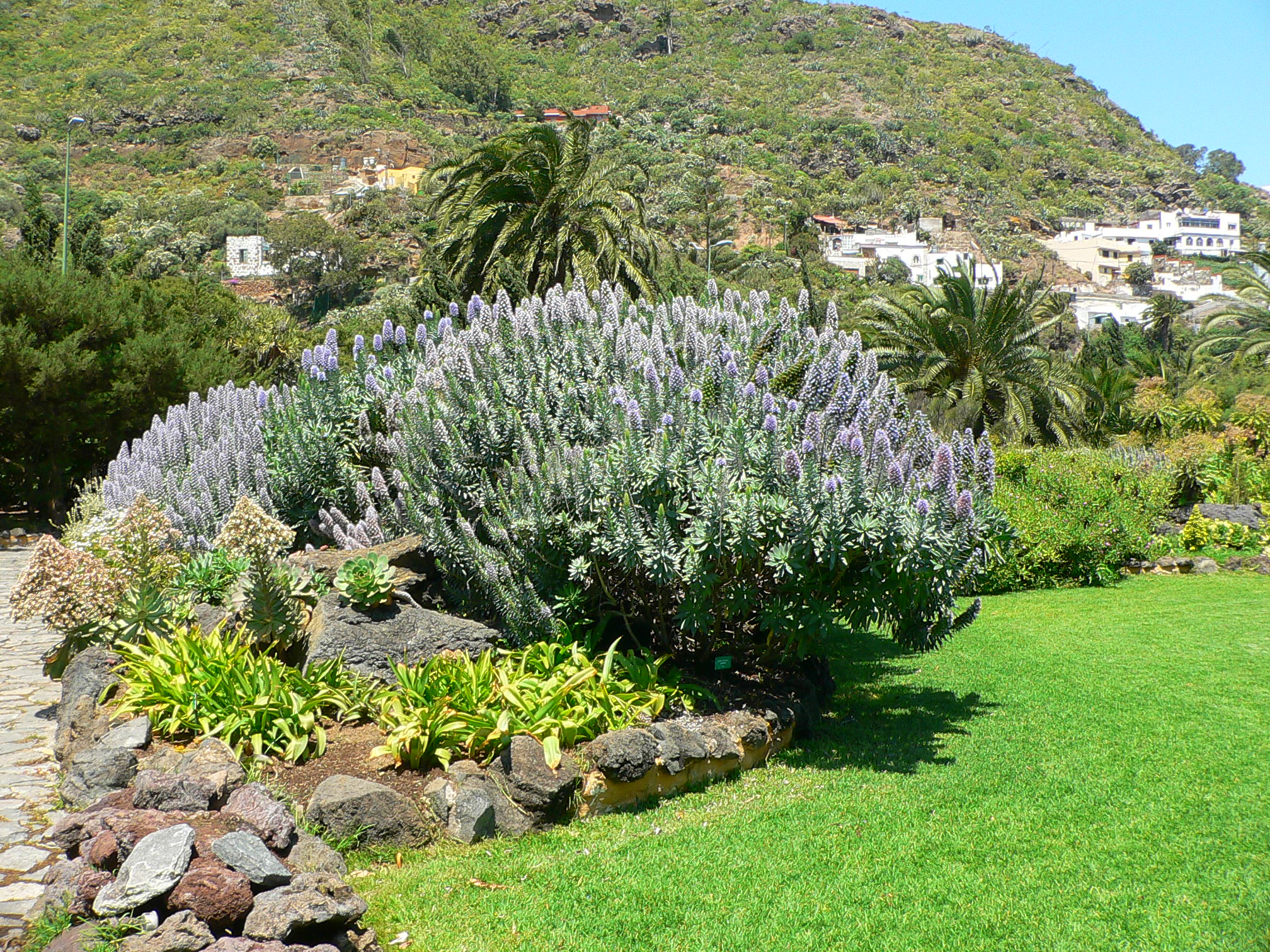
Bloeiende Echium hierrense
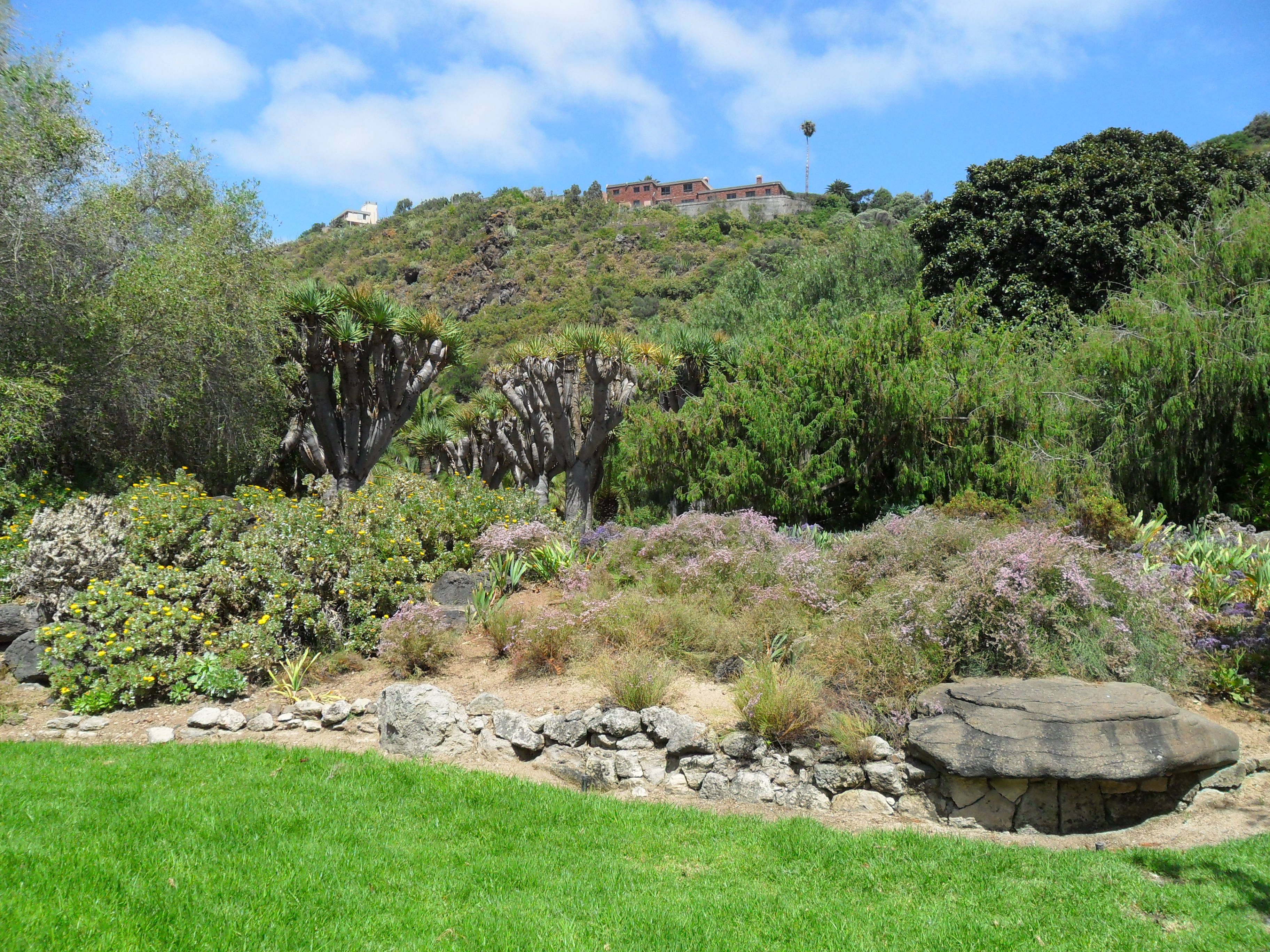
Impressie van het landschap
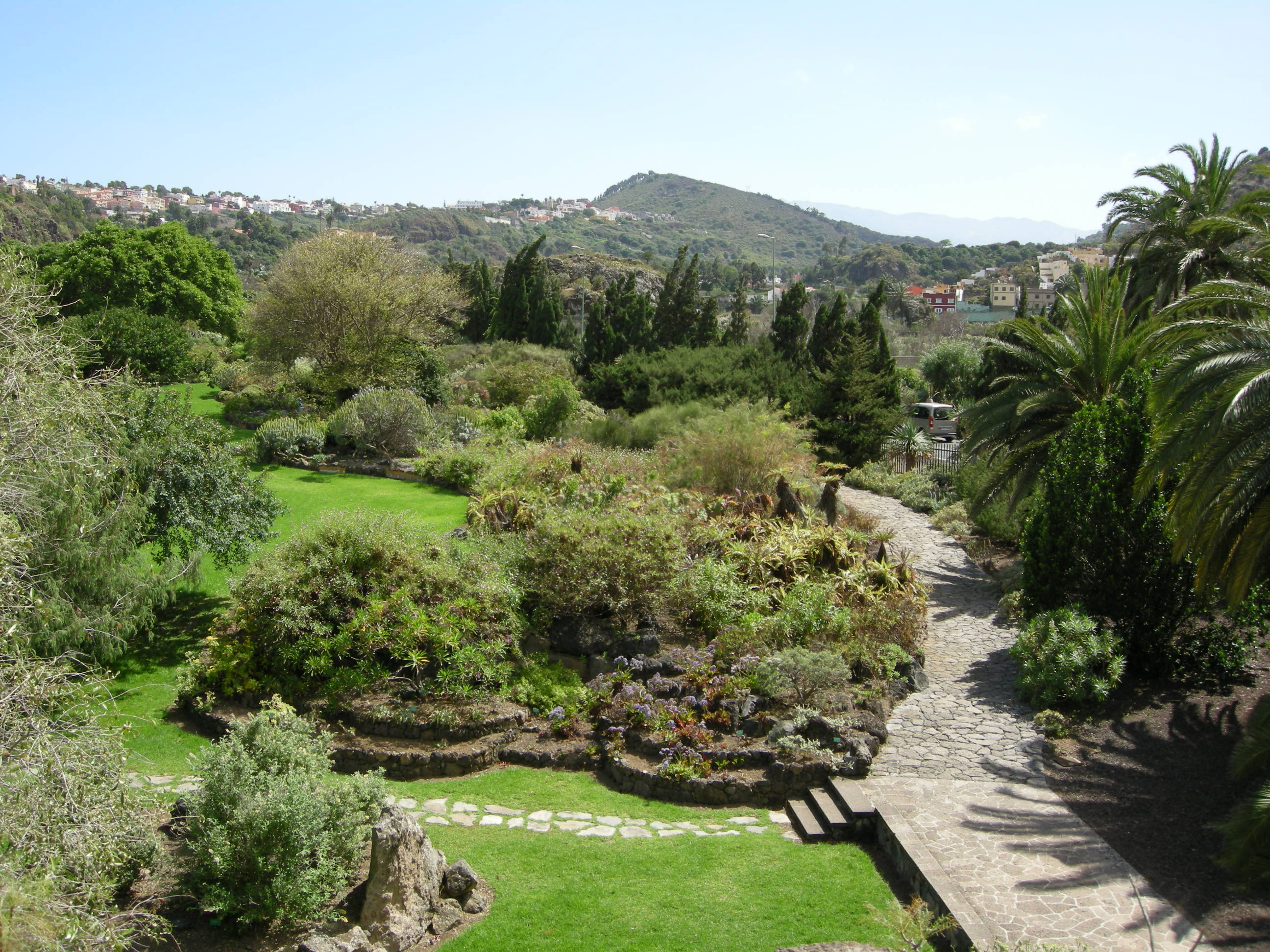
Impressie van het landschap
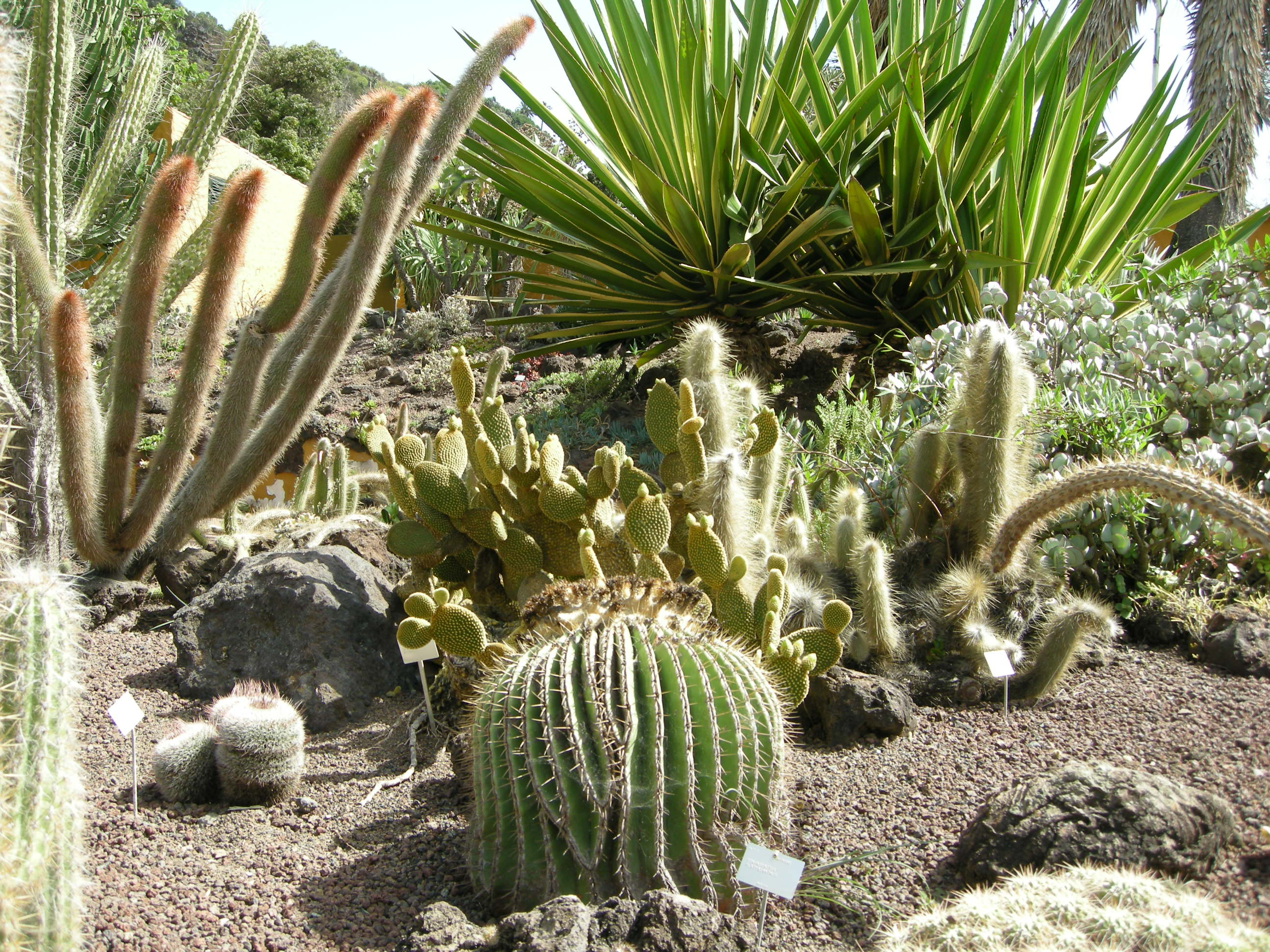
Cactussen
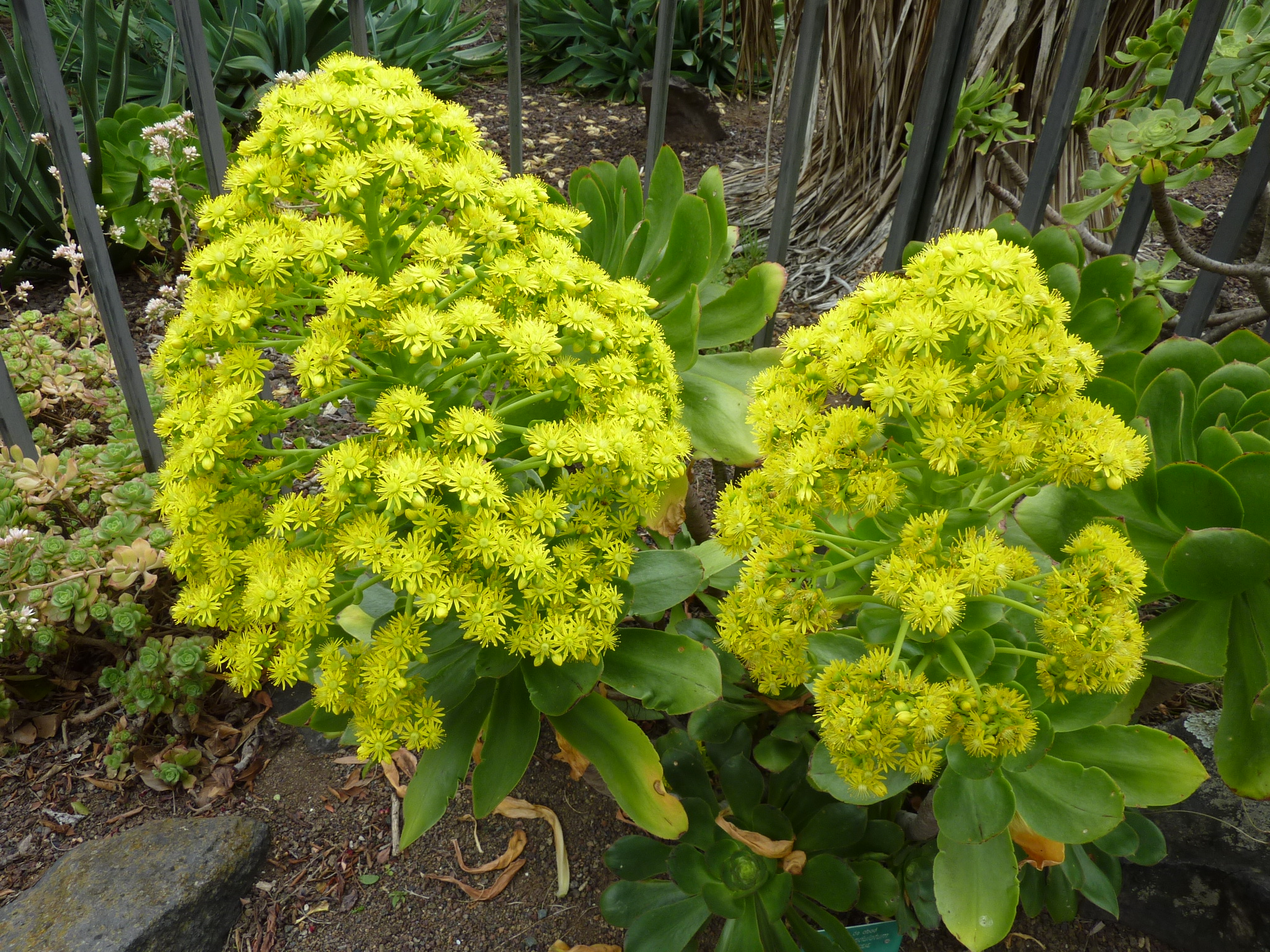
Bloeiende aeonium undulatum
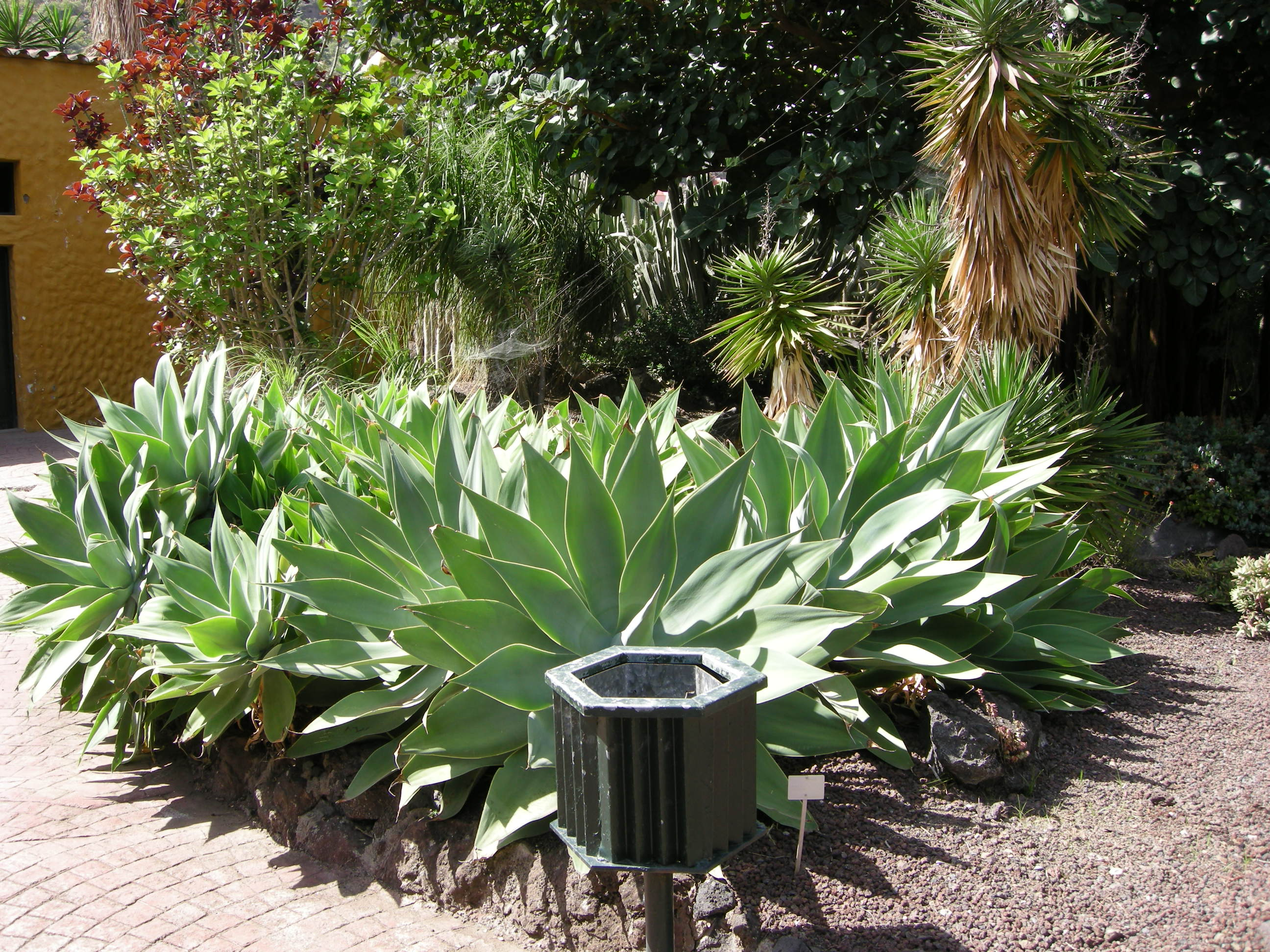
Agave